# Vargem Alta (kommun)
Vargem Alta är en kommun i Brasilien.   Den ligger i delstaten Espírito Santo, i den sydöstra delen av landet, 900 km sydost om huvudstaden Brasília. Antalet invånare är 19 141.
Följande samhällen finns i Vargem Alta:
- Vargem Alta

I omgivningarna runt Vargem Alta växer i huvudsak städsegrön lövskog. Runt Vargem Alta är det ganska glesbefolkat, med 39 invånare per kvadratkilometer.